# تشيس كراوفورد
تشيس كراوفورد (بالإنجليزية: Chace Crawford)‏ ممثل أمريكي من مواليد 18 يوليو 1985.

## مواقع خارجية
- تشيس كراوفورد على موقع IMDb (الإنجليزية)
- تشيس كراوفورد على موقع روتن توميتوز (الإنجليزية)
- تشيس كراوفورد على موقع ألو سيني (الفرنسية)
- تشيس كراوفورد على موقع تيرنر كلاسيك موفيز (الإنجليزية)
- تشيس كراوفورد على موقع أول موفي (الإنجليزية)
- تشيس كراوفورد على موقع بوكس أوفيس موجو (الإنجليزية)
- تشيس كراوفورد على موقع قاعدة بيانات الأفلام السويدية (السويدية)
- تشيس كراوفورد على موقع إن إن دي بي (الإنجليزية)
- تشيس كراوفورد على موقع قاعدة بيانات الفيلم (الإنجليزية)
- تشيس كراوفورد على موقع كينوبويسك (الروسية)